# 1317 Silvretta
1317 Silvretta este un asteroid din centura principală, descoperit pe 1 septembrie 1935, de Karl Reinmuth.